# Mostviertel
Mostviertel (česky: Moštová čtvrť) je jihozápadní čtvrť Dolních Rakous o rozloze přibližně 5500 km². Na severu je ohraničena Dunajem, na jihu a západu zemskými hranicemi Štýrska a Horních Rakous. Na východě je přirozenou hranicí Vídeňský les a proto má i druhé pojmenování „Čtvrť nad Vídeňským lesem“.

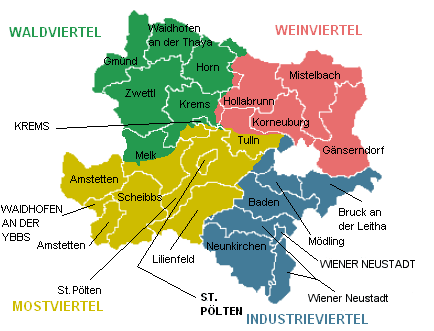
Mapa Dolních Rakous, Mostviertel vyznačen žlutě

## Členění regionu
Mostviertel se skládá z následujících okresů a statutárních měst:
- Amstetten
- Waidhofen an der Ybbs
- Scheibbs
- Lilienfeld
- Melk (část jižně od Dunaje)
- Tulln (část jižně od Dunaje)
- město St. Pölten a okres St. Pölten

Kromě tohoto administrativního členění lze v regionu rozlišit také geograficko-kulturní oblasti:
- Mostviertel – jádro regionu kolem města Amstetten, kopcovitá zvlněná krajina s největším výskytem ovocných stromů, nachází se v povodí Ybbsu včetně jeho přítoku Url
- Eisenwurzen – dolnorakouská část Eisenwurzenu se nachází v horním povodí Ybbsu (od Waidhofenu an der Ybbs) až k hranici se Štýrskem, západní polovina Eisenwurzenu leží v Horním Rakousku
- Strudengau
- Nibelungengau
- Wachau – geologicky náleží jižní část Wachau (Hiesberg a Dunkelsteinerwald) k České vysočině a proto se řadí do Waldviertelu

## Geografie
Hlavní oblastí Mostviertelu je území mezi řekami Enže a Ybbs v okrese Amstetten vymezené lidovým rčením: "odkud vidíme baziliku v Sonntagbergu, tam je Mostviertel". Podle této definice náleží Mostviertel k oblasti Ostarrichi v okolí Neuhofen an der Ybbs, která je zmíněna v darovací listině císaře Oty III. jako počátek Rakouska. Kromě této hlavní oblasti se k Mostviertelu přiřazuje horská oblast Eisenwurzen v okresech Scheibbs, Waidhofen an der Ybbs, Lilienfeld (západní část) a Melk (povodí Erlaufu). Neoficiálním hlavním městem Mostviertelu je okresní město Amstetten.
Název Mostviertel je odvozen od hruškového a jablečného moštu. Krajina mezi řekami Enže a Ybbs má velmi dobré podmínky pro pěstování ovocných stromů a je hlavní oblastí produkce moštu v Rakousku. Charakteristické pro Mostviertel jsou rozsáhlé ovocné sady kolem selských usedlostí a horská krajina Ybbstalských Alp. Pro posílení turistického ruchu a lepšího uplatnění na trhu vznikla Moststraße, která je zážitkovou trasou vedoucí kolem četných moštáren, selských statků i dvorce, vyhlídkových míst a naučných stezek. Přímo na této trase se nachází 29 hostinců, 21 výčepů a 24 statků s prodejem moštu.

## Hospodářství
V Mostviertelu má velkou tradici zemědělská výroba. Jde zřejmě o největší souvislou oblast hrušňových porostů v celé Evropě, počet stromů se počítá na statisíce.
Z průmyslu je zde zastoupen dřevozpracující průmysl a také výroba železa v Eisenwurzenu. Dříve byla hlavní železná ruda z Erzbergu, dnes je tu ještě válcovna, která vyrábí polotovary z vysokých pecí v Linci a Donawitzu a vyrábějí se také strojírenské výrobky.
Je tu rovněž několik malých provozů pil, které zpracovávají dřevo z lesa, dále i papírna v Ybbs a Erlauf. Pro ekonomiku je hlavní činnost malých a středních podniků. Hlavními zpracovateli v regionu jsou „Böhler-Uddeholm“ (ocel), „Mondi Group“ (dřívější Neusiedler) (papír), firma „Umdasch Doka“ (dřevo a ocel), „Stora Enso Timber“ (dřevo), „Welser“ (ocel), „Mosser“ (dřevo), „Bene Büromöbel“ (dřevo a ocel), „Miller Messer“ (ocel), „Busatis“ (ocel), „Riess“ (ocel).

### Výroba moštu
Po mnoho let je výroba moštu utváří osobitost tohoto regionu. Velké množství moštáren nabízí domácí občerstvení, moučníky, pálenky a samozřejmě různé druhy moštů. Je značná rozmanitost jednotlivých druhů moštů. V zásadě hlavními druhy jsou jablečný a hruškový mošt, často však dochází k jejich míchání. Mošt se v tomto kraji vyrábí z různých odrůd hrušek s názvy jako „Speckbirne“, „Pichlbirne“, „Dorschbirne“, „Stieglbirne“, „Knollbirne“ nebo „Rosenhofbirne".

## Architektura
V Mostviertelu převažuje venkovská architektura. Střechy mají kvůli snazšímu sklouzávání sněhu a námrazy v zimě velký sklon, nejčastější jsou střechy valbové nebo polovalbové, v oblasti Eisenwurzenu také sedlové. Kvůli strmosti jsou střechy poměrně vysoké, zpravidla téměř jako pod ní ležící podlaží. Tím vzniká pohodlný dojem, ale i ochrana před zimou.
Zvláště směrem na Eisenwurzen (Okres Scheibbs, Waidhofen an der Ybbs, v jižní části okresu Amstetten) jsou čtvercové dvory s nádvořím ve tvaru dvojitého „T“. Kromě čtvercového a čtyřstěnného dvora jsou pro oblasti Ybbsitz a Eisenwurzen tradiční dvojité dvory.

### Kláštery
- Klášter Lilienfeld
- Klášter Seitenstetten
- Klášter Gaming kartuziánů

### Zámky
- Zeillern (zámek)
- Scheibbs (zámek)
- Achleiten bei Limbach (zámek)
- Senftenegg (zámek)
- Wolfpassing (zámek)
- Ernegg (zámek) (Steinakirchen am Forst)
- Stiebar (zámek) (Gresten)
- Zámek Rothschildů (Waidhofen an der Ybbs)
- Zell (zámek) (Waidhofen an der Ybbs)
- Sankt Peter in der Au (zámek)

### Církevní stavby
Pro Mostviertel jsou charakteristické stavby stavěné v rakouském baroku. Mostviertelské kostely byly stavěny jako pozdně gotické a později barokizovány. Typické jsou zde trojlodní halové kostely nebo baziliky. Ukázkou zdejšího baroka a duchovním centrem Mostviertelu je poutní kostel a bazilika Sonntagberg. V mnoha případech je kostelní chór stavitelským uměním s jednoduchou apsidou na zvýšeném kostelním prostoru – např. v Amstettenu, Eisenreichdornachu, Krenstettenu. Charakteristická je čtvercová stavba s šikmou střechou a kostelní věží s typickou barokní cibulí a lucernou. Mnohdy jsou instalovány mechanické hodiny i sluneční hodiny. Mnoho kostelů v Mostviertelu má gotickou síť či křížovou žebrovou klenbu. Vnitřní vybavení včetně oltářů je většinou barokní, v některých případech jako v Aschbach-Marktu, Krenstettenu a St. Stephan v Amstettenu jsou oltáře novogotické. V Eisenwurzenu zejména v okolí dřívějšího kartuziánského kláštera Gaming jsou kostely převážně sálové – např. v Puchenstubenu, Josefsbergu, Sankt Antonu an der Jeßnitz.